# فرزندان خون و استخوان
فرزندان خون و استخوان (انگلیسی: Children of Blood and Bone) یک رمان فانتزی عاشقانه برای نوجوانان است که در سال ۲۰۱۸ توسط نویسنده نیجریه‌ای-آمریکایی، تومی ادیه‌می منتشر شد. این کتاب که اولین رمان ادیه‌می و اولین جلد از سه‌گانه میراث اوریشا است، داستان قهرمانی به نام زلی آدِبولا را دنبال می‌کند که تلاش می‌کند جادو را به پادشاهی اوریشا بازگرداند. این داستان پس از سرکوب وحشیانه طبقه حاکم کُسیدان‌ها علیه طبقه جادوگران، که زلی به آن تعلق دارد و به نام ماجی شناخته می‌شود، آغاز می‌شود.
تومی ادیه‌می نوشتن کتاب فرزندان خون و استخوان را در طی ۱۸ ماه و پس از ۴۵ پیش‌نویس به پایان رساند. او برای نگارش این رمان از آثاری مانند هری پاتر و جرقه‌ای در خاکستر الهام گرفت و همچنین از اسطوره‌شناسی آفریقای غربی و فرهنگ و زبان یوروبا بهره گرفت. ناامیدی و اندوه او نسبت به تیراندازی‌های پلیس به سیاه‌پوستان در آمریکا نیز انگیزه‌ای مهم برای شکل‌گیری داستان این کتاب بود. این رمان یکی از بزرگ‌ترین قراردادهای تاریخ نشر در حوزه ادبیات نوجوان را از آن خود کرد و حقوق ساخت فیلم آن نیز به‌صورت پیش‌خرید به شرکت فاکس ۲۰۰۰ پیکچرز واگذار شد. کتاب در زمان انتشار، در جایگاه نخست فهرست پرفروش‌ترین کتاب‌های نوجوان نیویورک تایمز قرار گرفت و نقدهای عمدتاً مثبتی دریافت کرد. منتقدان به پرداخت این اثر به موضوعاتی چون سرکوب، نژادپرستی و برده‌داری اشاره کرده‌اند؛ به طوری که گروه‌های «کُسیدان» و «ماجی» به عنوان نمادهایی از اقلیت‌های تحت ستم در دنیای واقعی شناخته می‌شوند. این کتاب همچنین یک داستان بلوغ به‌شمار می‌رود، جایی که شخصیت‌ها با کشف توانایی‌های خود می‌کوشند جهان را با کنش‌هایشان دگرگون کنند.